# Okinawa-Krallengecko
Der Okinawa-Krallengecko (Goniurosaurus kuroiwae) ist ein Reptil aus der Familie der Lidgeckos. Die Geckoart ist auf der Roten Liste der IUCN als gefährdet eingestuft.

## Verbreitungsgebiet
Goniurosaurus kuroiwae ist endemisch auf der japanischen Insel Okinawa-jima und kleineren benachbarten Inseln wie Kouri-jima (3,13 km²), Sesoko-jima (2,99 km²) und Yagaji-jima (7,81 km²) der Okinawa-Gruppe der Ryūkyū-Inseln. Das gesamte Verbreitungsgebiet hat eine geschätzte Fläche von 1223 km², die sich aus der Gesamtfläche der Inseln ergibt.

## Lebensweise
Der Okinawa-Krallengecko ist nachtaktiv und jagt bevorzugt am Boden kleine Wirbellose.

## Unterarten
Honda et al. (2014) überarbeiteten die japanischen Arten von Goniurosaurus, die zuvor entweder als vollständige Arten G. kuroiwae, G. toyami, G. yamashinae, G. orientalis und G. splendens oder als ein einziges Taxon G. kuroiwae mit fünf Unterarten angesehen wurden. Die Ergebnisse dieser Autoren unterstützten die Anerkennung von zwei eigenständigen Arten, G. splendens und G. kuroiwae, und sie schlugen vor, G. orientalis, G. toyami und G. yamashinae als Unterarten von G. kuroiwae zu behandeln. Weitere Forschungen zu diesem Artenkomplex sind im Gange. Diese drei letzten Unterarten werden auf der nationalen Roten Liste gefährdeter Reptilien Japans 2020 gelistet und als vom Aussterben bedroht eingestuft. Im Folgenden werden fünf Unterarten gelistet (G. splendens nicht als Unterart, jedoch Goniurosaurus kuroiwae sengokui als neue Unterart).

### Goniurosaurus kuroiwae toyamai(Grismer, Ota et Tanaka, 1994)
Der japanische Name ist イヘヤトカゲモドキ Iheya-Tokagemodoki. Die Kopf-Rumpf-Länge beträgt 7,5 bis 8,5 cm. Es sind keine Fingerplatten und keine Augenlider vorhanden. Der Rücken ist dunkelbraun mit 3–5 hellrosa Querstreifen, aber keinen vertikalen Streifen. Der ursprüngliche Schwanz hat ein weißes horizontales Band auf schwarzem Hintergrund, aber der nach dem Abwerfen regenerierte Schwanz hat eine dicke und kurze Form mit einem unregelmäßigen weißen Muster. Der Bauch ist hellbraun mit flachen, fliesenförmigen Schuppen.
Im Gegensatz zu anderen Unterarten gibt es auf der Mittellinie des Rückens keine blassen vertikalen Streifen aber 3 bis 5 blassrosa Querstreifen. Die Unterart kann durch eine dicke und kurze Körperform identifiziert werden.
Goniurosaurus kuroiwae toyamai ist auf einer einzigen kleinen Insel, Iheya-jima, endemisch (Toda 2014). Die Unterart (bzw. G. toyami) ist auf der Roten Liste der IUCN als vom Aussterben bedroht eingestuft. Sie ist in der Präfektur Okinawa als Naturdenkmal ausgewiesen.

### Goniurosaurus kuroiwae orientalis(Maki, 1930)

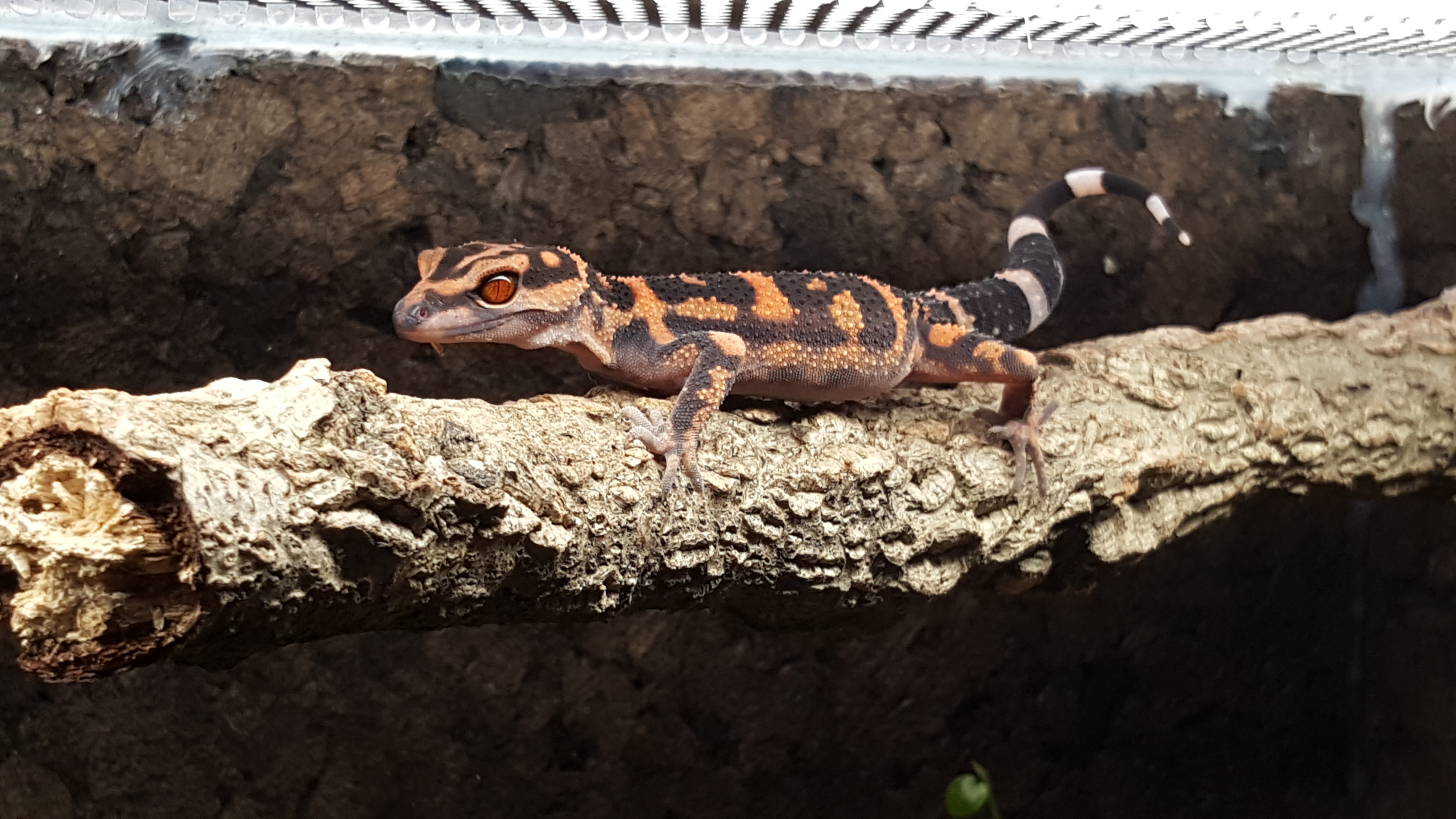
Goniurosaurus kuroiwae orientalis – männlich

Der japanische Name ist マダラトカゲモドキ Madara-Tokagemodoki. Die Kopf-Rumpf-Länge beträgt üblicherweise 7,5 bis 8,5 cm. Diese Unterart hat einen schlankeren Körper als der Goniurosaurus kuroiwae toyamai. G. kuroiwae orientalis hat keine Fingerplatten und Augenlider und die Iris ist violett bis rötlich dunkelbraun. Der Rücken hat einen dunkelbraunen Farbton mit 3–4 Querstreifen in hellrosa bis orange und zumindest teilweise mit Längsstreifen. In den dunklen Bereichen zwischen den Streifen befinden sich unregelmäßige helle Flecken. Der ursprüngliche Schwanz hat ein weißes horizontales Band auf einem schwarzen Grundton, aber der nach dem Abwerfen regenerierte Schwanz hat eine dicke und kurze Form mit einem unregelmäßigen weißen Muster. Der Bauch ist hellbraun und flache Schuppen sind wie Fliesen aufgereiht.
Es kann von anderen Unterarten dadurch unterschieden werden, dass hellrosa bis orangefarbene Längsstreifen auf der Mittellinie des Rückens verlaufen und 3 bis 5 Streifen derselben Farbe in Querrichtung. Einige Populationen weisen jedoch Muster auf, die schwer von Individuen auf der Insel Okinawa zu unterscheiden sind. Studien aus dem Jahr 2020 haben gezeigt, dass diese Unterart eine heterogene Population aufweist, was auf die Notwendigkeit einer taxonomischen Überprüfung hinweist.
Die Unterart (bzw. G. orientalis) ist auf den Inseln Tonaki-jima, Tokashiki-jima, Ie-jima and Aka-jima verbreitet. Sie wird auf der Roten Liste der IUCN als stark gefährdet eingestuft.

### Goniurosaurus kuroiwae yamashinae(Okada, 1936)

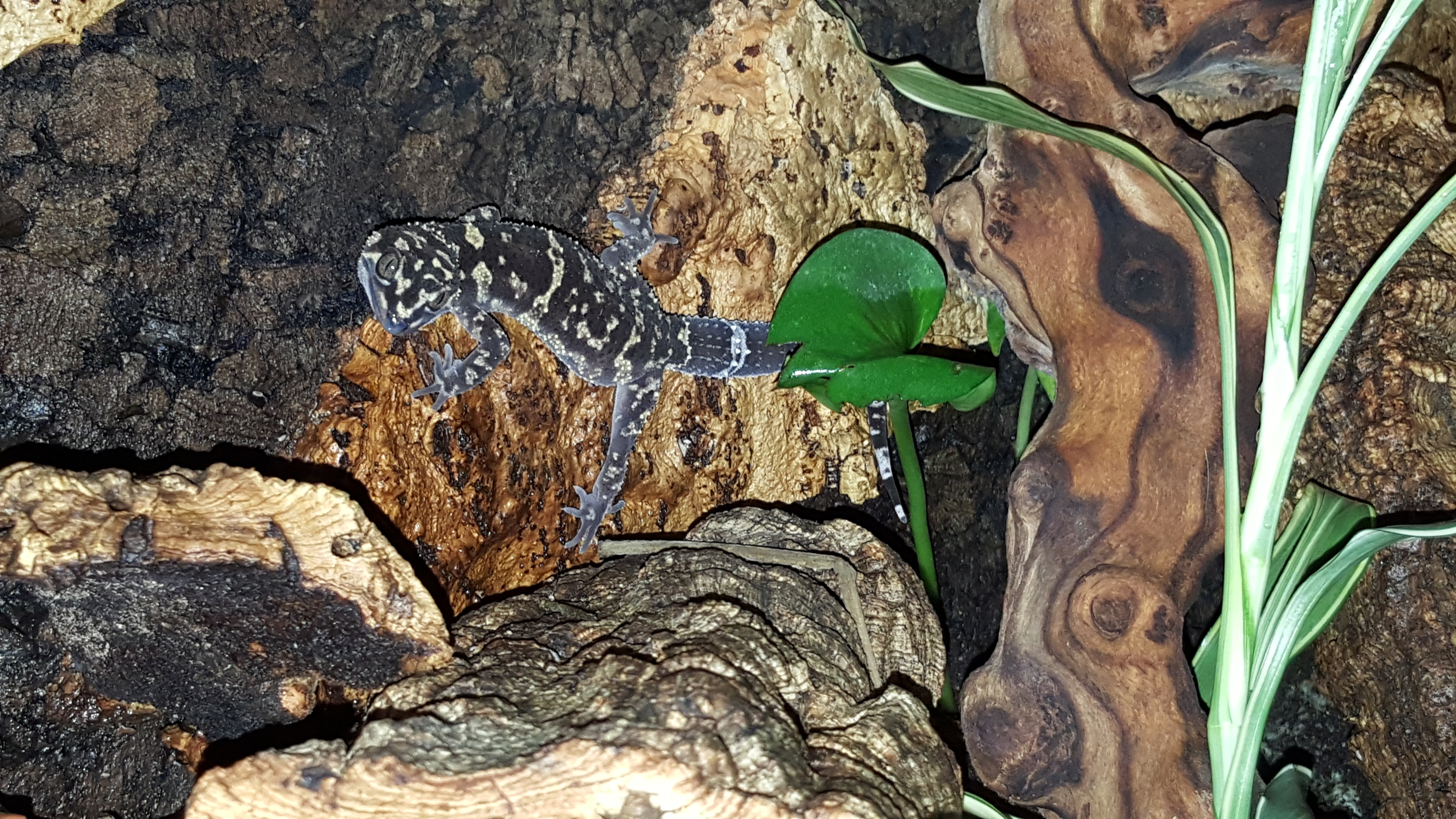
Goniurosaurus kuroiwae yamashinae – weiblich

Der japanische Name ist クメトカゲモドキ Kume-Tokagemodoki. Die Kopf-Rumpf-Länge beträgt etwa 7,5 bis 8,5 cm. Die Iris ist gelblichbraun bis golden. Auf dem Rücken befinden sich vier gelbe bis gelblich weiße Querstreifen auf einer dunkelbraunen Grundfarbe. Diese Querstreifen haben eine helle Farbe und sind bei Jungtieren fast weiß. Die Unterart hat keine vertikalen Streifen, aber unregelmäßige helle Flecken in den dunklen Bereichen. Der ursprüngliche Schwanz hat einen weißen Querstreifen, aber der nach dem Abwerfen regenerierte Schwanz hat eine dicke und kurze Form mit einem weißen unregelmäßigen Muster auf schwarzem Hintergrund. Der Bauch ist hellbraun mit flachen, fliesenförmigen Schuppen.
Andere Unterarten können durch das Fehlen großer Schuppen an der Zehenbasis und der gelben bis gelblich-braunen Iris (rotbraun bis magenta bei anderen Unterarten) unterschieden werden.
Die Unterart ist auf Tonaki-jima, Tokashiki-jima, Aka-jima, Ie-jima, Ihiraya-jima, Okinawa-jima, Sesoko-jima, Kouri-jima und Yagaji-jima verbreitet. Die Unterart (bzw. G. yamashinae) ist auf der Roten Liste der IUCN als vom Aussterben bedroht eingestuft.

### Goniurosaurus kuroiwae kuroiwae(Namiye, 1912)
Der japanische Name ist クロイワトカゲモドキ Kuroiwa-Tokagemodoki. Die Kopf-Rumpflänge beträgt 7,5 bis 10 cm und die natürliche Schwanzlänge etwa 85 % dessen. Die Unterart weist keine Fingerplatten oder Augenlider auf. Die Iris ist violett bis rotbraun. Der Rücken ist dunkelbraun gefärbt und bei Erwachsenen Tieren verlaufen hellrosa Längsstreifen, jedoch variieren diese stark. In den dunkeln Bereichen zwischen den Streifen sind kleine Flecken zu sehen, aber einige Tiere haben keine Längsstreifen und nur kleine Flecken. Die Jungtiere der zentralen und südlichen Population von Okinawa haben unregelmäßig orangefarbene Längsstreifen, aber die Formen variieren. In der Population im nördlichen Teil der Insel Okinawa ist bei den Jungtieren ein horizontales Band zu sehen, und einige Tiere haben auch nach dem Erwachsenwerden ein dünnes horizontales Band. Der ursprüngliche Schwanz hat ein weißes horizontales Band, aber der nach dem Abwerfen regenerierte Schwanz hat eine dicke und kurze Form mit einem unregelmäßigen weißen Muster. Der Bauch ist hellbraun mit flachen, fliesenförmigen Schuppen.
Im Gegensatz zu anderen Unterarten können Erwachsene durch das Fehlen oder die schmal ausgeprägten Flecken auf dem Rücken identifiziert werden, die quer zur Körperachse stehen.

### Goniurosaurus kuroiwae sengokui(Honda et Ota, 2017)
Der japanische Name ist ケラマトカゲモドキ Kurama-Tokagemodoki. Der Kopf ist hellbraun bis braun und hat teilweise ein hellgelbes Muster. Die Körperfarbe ist auf dem Rücken ebenfalls braun. Die Unterart hat vier hellgelbe horizontale Streifen am Körper. Auf der Mittellinie ab hinter dem Hals befinden sich rote und rosa-orangefarbene Längsstreifen.